# ボリス・フォン・スメルチェック
ボリス・フォン・スメルチェック（Boris von Smercek、1968年 - ）は、ドイツの作家。マールバッハ・アム・ネッカー出身。
ボリスは元々は映画監督になりたいと考えていたが、大学では経営学を専攻。1988年から2001年まで、シュトゥットガルト近郊のルートヴィヒスブルクの地域信用金庫で地域統括マネージーとして勤務。2001年からフリーランサーの作家兼経営コンサルタント、セミナー講師としても活躍している。現在は、家族とともにルートヴィッヒスベルクに近接したアスペルグに在住している。

## 著作
- Tod im Regenwald 1998
- Die Spur der Ratten 1999
- Das Gold der Veracruz 2000
- Das Dschungel-Seminar 2002 - 『ジャングルセミナー』は彼の代表作で5カ国以上で翻訳が刊行されている。
- Das Matthäus-Projekt 2004
- Hannibals Märchen 2004 - 邦訳『ニンジンより大切なもの』主婦の友社　2006年
- Der zweite Gral 2005
- R_EVOLUTION 2006
- Incognita 2007
- R_EVOLUTION - Neuauflage 2008
- "Die Spur der Ratten." 2009